# Arcad Software
 (janvier 2023).
Si vous disposez d'ouvrages ou d'articles de référence ou si vous connaissez des sites web de qualité traitant du thème abordé ici, merci de compléter l'article en donnant les références utiles à sa vérifiabilité et en les liant à la section « Notes et références ».
 (janvier 2023).
ARCAD Software est un éditeur de logiciels indépendant privé fondé en 1992.
Le siège social d’ARCAD se trouve à Annecy, en France, et s’est développé à l’étranger avec plus de 12 bureaux en Europe, aux États-Unis et dans la région APAC.

## Histoire
La gamme de produits ARCAD pour la plate-forme AS/400, a été développée en 1988 à l'initiative de Philippe Magne, aujourd'hui PDG de la société, dans le cadre d'un mandat de qualité au Centre spatial européen en Guyane française.
Identifiant la possibilité d’un marché plus large, Philippe Magne a fondé ARCAD Software en 1992 pour commercialiser et développer des outils de gestion de configuration logicielle en accord avec l'Agence spatiale européenne.
Les premiers produits d'ARCAD étaient conçus spécifiquement pour la plate-forme AS/400 fonctionnant sous OS/400 (renommée d’abord I5/OS et enfin IBM i en 2008).

## Description
ARCAD Software poursuit son partenariat commercial et technologique avec IBM depuis 2003.
En 2006, l'agence d'innovation Oseo ANVAR a accordé à ARCAD Software un financement pour poursuivre le développement de son projet multiplateforme.
ARCAD a été classé solution leader pour la modernisation d'entreprise lors de la conférence IBM Innovate 2013 obtenant le premier prix pour ARCAD Software.
En réponse aux demandes du marché pour un IDE Web conteneurisé et basé sur le cloud pour IBM i, IBM a invité ARCAD en 2020 à co-développer un nouveau framework de modernisation d’IBM i,.
En 2017, l'entreprise a réalisé une levée de fonds de 3,5 millions d'euros auprès du fonds Alto Invest (2,5 millions), de Bpifrance (500 000 euros), de deux banques (400 000 euros) et de la Région (100 000 euros).
ARCAD Software a été récompensé par le Trophée de l'innovation informatique à Paris en 2015 et par le " Cas d'Or " numérique en juin 2021.
En 2021, ARCAD Software a rejoint l'alliance Hexatrust des champions du cloud computing et de la cybersécurité en tant que fournisseur exclusif de technologie d'anonymisation. La même année, ARCAD Software a obtenu le label France cybersécurité.